# フォーリー・スクエア
座標: 北緯40度42分54秒 西経74度00分10秒 / 北緯40.714899度 西経74.002812度
フォーリー・スクエア (Foley Square) は、ニューヨーク市マンハッタン区シヴィック・センターにある広場である。ワース・ストリート (en)、センター・ストリート、そしてラファイエット・ストリートに囲まれたエリアで、南にニューヨーク市庁舎、北にキャナル・ストリートおよびチャイナタウン、そして西にトライベッカがある。このスクエアの周りは主に行政関連のオフィスビルで囲まれており、これらの施設もフォーリー・スクエアの一部として解釈されることもある。このスクエアの名前は、著名なタマニー・ホールの地区リーダーで地元のバーのオーナーであったトーマス・F・"ビッグ・トム"・フォーリー (Thomas F. "Big Tom" Foley, 1852–1925) から付けられている。

## 概要
フォーリー・スクエアはかつてコレクト池 (en) があった場所に位置している。この池は元々マンハッタンの水源の一つであったが、次第に汚染がひどくなりチフスおよびコレラの発生源になり得たため、1811年に排水され埋め立てられた。この池の周囲は、多くのギャングの拠点であった悪名高いファイブ・ポインツ (en) ネイバーフッドであった。
このスクエア周辺は多くの行政関連オフィスビルが集まっている。それには以下のビルが含まれる：
- 連邦裁判所庁舎 (en) - 古典的なファサードと列柱のある入口を持ち、芸術家Lorenzo Paceにより記された人間精神の勝利メモリアル (Triumph of the Human Spirit Memorial) が正面に刻まれている。1933年に建てられた。
- ニューヨーク郡裁判所
- セント・アンドリュー教会 (Church of St. Andrew)
- サーグッド・マーシャル合衆国裁判所庁舎 (en) - 合衆国連邦第2巡回控訴裁判所 (en) が入っている。2003年以前はフォーリー・スクエア裁判所庁舎と呼ばれていた。
- ニューヨーク郡市営ビル (New York County Municipal Building)
- フォーリー・スクエア連邦ビル (Foley Square Federal Building)
- ジェイコブ・K・ジャヴィッツ連邦ビル (en)
- 連邦通商裁判所 (en)

このスクエアの他の特徴は、周囲の歩道に埋め込まれた5つのブロンズ製の歴史的なメダルがある。これは、このスクエアと周辺の歴史に関する記述と図が刻まれており、このスクエアの建設中に発掘された18世紀のアフリカ系アメリカ人墓地 (Negro Burial Ground) に関するものも含まれる。この墓地遺跡はアフリカ人墓地ナショナル・モニュメント (en) として保存されている。2005年、トム・ペイン公園 (Tom Paine Park) がこのスクエア内に造園された。
フォーリー・スクエアはアメリカ同時多発テロ事件が起こった日にはトリアージ・センターとして使用された。

### その他の施設
フォーリー・スクエア・グリーンマーケットはワース・ストリートとパール・ストリート (en)の間のセンター・ストリート上で一年中行われている。この青果市場では、焼いた食品や地元農園で栽培された果物や野菜（3日以内に収穫されたことが保証されている）が販売されている。
このスクエアのすぐ北はチャイナタウンであるため、平日の午前は毎日、このスクエアの中央の広場で多くの人々が太極拳を踊っている。

### ウォール街を占拠せよ
2011年11月17日、フォーリー・スクエアでウォール街を占拠せよ運動の一環の講義運動が行われた。 これはズコッティ公園から強制退去させられた抗議者たちがこの場所に移ってきたためであった。十数の異なる組合のメンバーを含む何千人が周回に参加した。

## ポピュラーカルチャーにおけるフォーリー・スクエア

### 映画
- 映画ゴッドファーザー (1972) では、コルレオーネ・ファミリーの殺し屋アル・ネリがドン・エミリオ・バルジーニをフォーリー・スクエアにあるビルの階段で暗殺するシーンがある。1969年の原作の小説にはこのシーンはない[要出典]。
- 映画スパイダーマン3 (2007) にはフォーリー・スクエアが映るシーンがある[要出典]。

### テレビ
- マーガレット・コリン主演のテレビドラマフォーリー・スクエアはこのスクエアが舞台である。CBSで1985年12月から1986年4月まで放映されていた。
- テレビドラマ（および関連作品）Law & Orderではフォーリー・スクエアがよく出てくる[要出典]。
- ソニーBraviaの広告"Play-Doh"はフォーリー・スクエアで2007年8月に撮影された[要出典]。

## ギャラリー

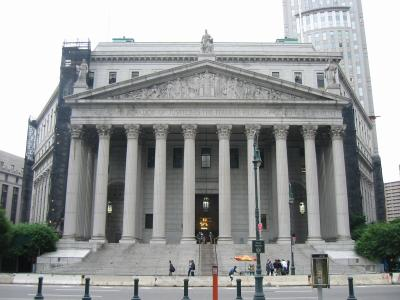
センター・ストリート 60に建つニューヨーク郡最高裁判所
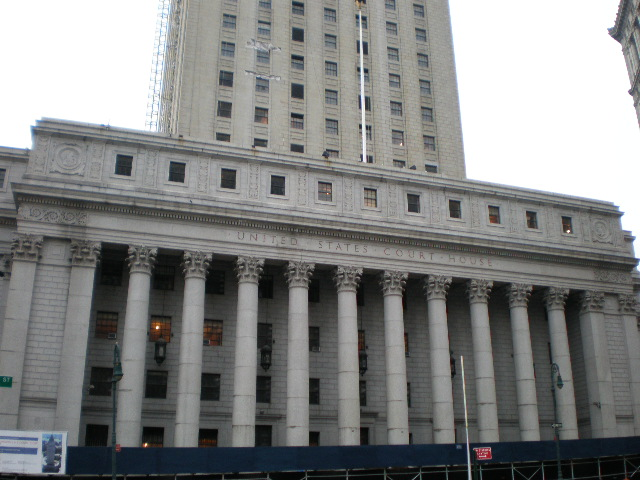
センター・ストリート 40に建つサーグッド・マーシャル合衆国裁判所庁舎 (en)
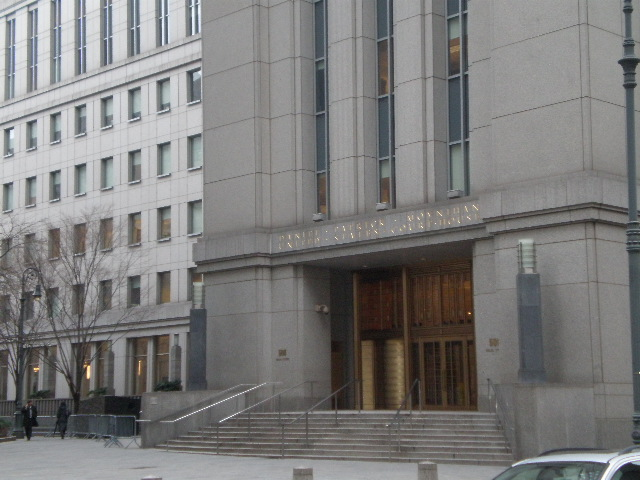
パール・ストリート 500に建つダニエル・パトリック・モイニハン連邦裁判所 (en)